# Compagnie danoise des Indes orientales
Pour les articles homonymes, voir Compagnie des Indes orientales.
La Compagnie danoise des Indes orientales était une compagnie commerciale danoise.
Elle a été fondée le 17 mai 1616, par le roi Christian IV. Cette compagnie se concentrait sur le commerce avec l'Inde et était basée à Tranquebar, dans le fort Dansborg, où le gouverneur des Indes danoises avait son siège. 
Au XVIIIe siècle, la Compagnie danoise des Indes orientales et la Compagnie suédoise des Indes orientales importaient davantage de thé que la Compagnie anglaise des Indes orientales. Il était ensuite revendu en Angleterre avec d'énormes profits.
Après un bref essor, la compagnie connut des difficultés et fut dissoute en 1729. En 1732, elle fut refondée sous le nom de Compagnie asiatique. Elle perdit son monopole en 1772 et les Indes danoises devinrent colonies de la couronne en 1779.
Durant les guerres napoléoniennes, les Britanniques attaquèrent Copenhague à deux reprises : en 1801, puis à nouveau en 1807 lors de la bataille de Copenhague. Lors de cette dernière attaque, le Danemark perdit toute sa flotte et, en conséquence, ne fut plus capable de conserver ses possessions en Inde.

### Sources
- Cours d'histoire des états européens, de Frédéric Schoell, Franz Xaver Zach